# John Baldessari

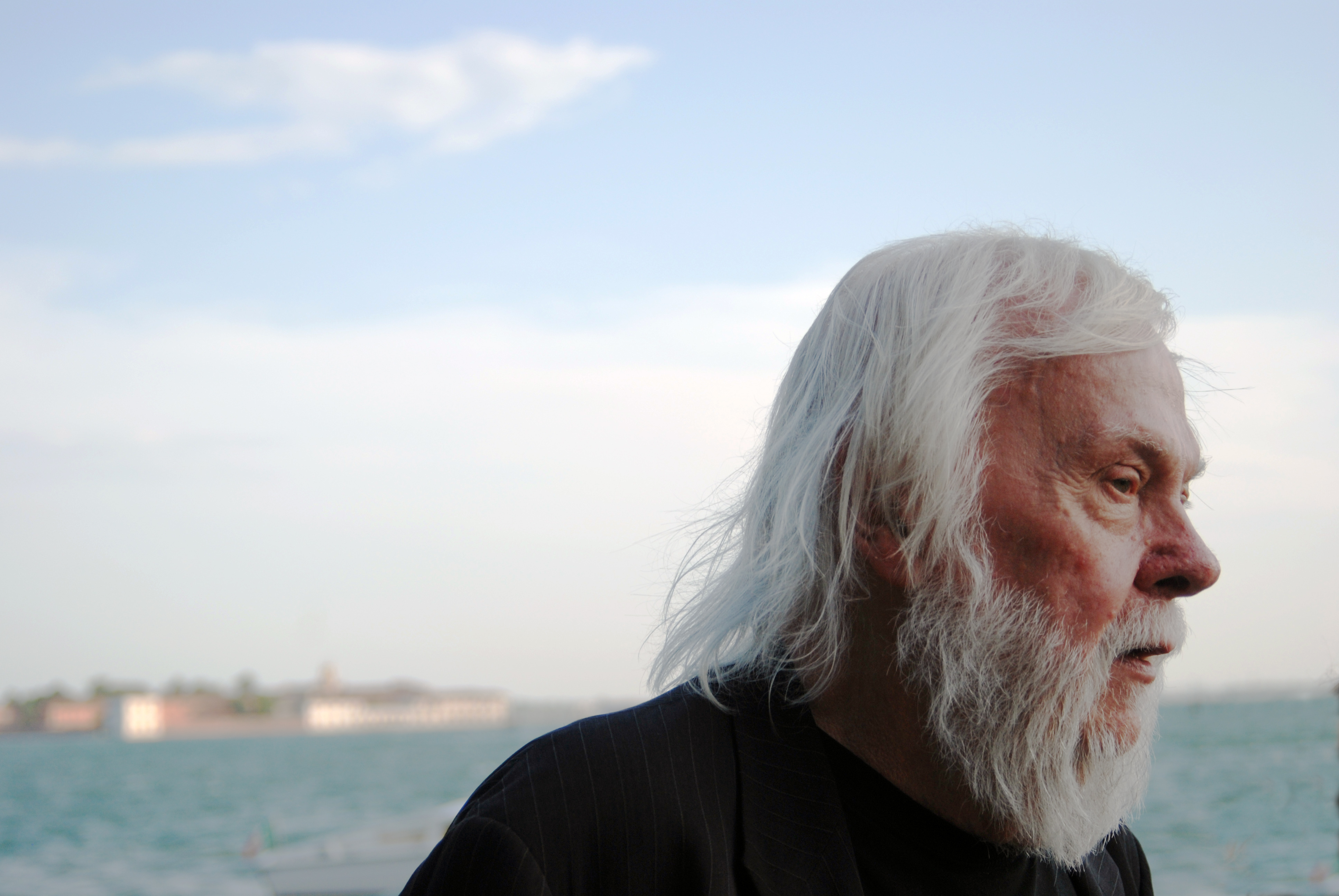
John Baldessari in Venedig, 2009

John Baldessari, 2004

John Anthony Baldessari (* 17. Juni 1931 in National City, Kalifornien; † 2. Januar 2020 in Venice, Kalifornien) war ein US-amerikanischer Künstler und bedeutender Vertreter der zeitgenössischen Konzept- und Medienkunst.

## Leben
Am Beginn seiner künstlerischen Laufbahn stand die Malerei, jedoch verbrannte er im Jahr 1970 in dem Aufsehen erregenden „Cremation Project“ alle seine zwischen 1953 und 1966 entstandenen Malereien. Baldessari widmete sich von diesem Zeitpunkt an der Arbeit mit Bildern und Sprache sowie den Wechselbeziehungen zwischen diesen beiden Ausdrucksformen.
Durch seine Bilder, Fotoarbeiten, Videoperformances, Collagen, Cut-Ups und letztlich durch seine Konzeptkunst untersuchte der Künstler die Mechanismen der medialen Repräsentation. Seine Werke wurden bisher in mehr als 120 internationalen Einzelausstellungen und über 300 Gruppenausstellungen gezeigt.
Für die Saison 2017/2018 in der Wiener Staatsoper gestaltete er als 20. Kunstwerk für die von museum in progress konzipierte Ausstellungsreihe „Eiserner Vorhang“ das riesige Großbild (176 m²) „Graduation“.
John Baldessari lehrte am California Institute of the Arts und an der University of California, Los Angeles. Er starb Anfang 2020 im Alter von 88 Jahren in Kalifornien.

## Auszeichnungen
- 1996: Oskar Kokoschka Preis
- 1999: Spectrum – Internationaler Preis für Fotografie der Stiftung Niedersachsen
- 2004: Fellow der American Academy of Arts and Sciences
- 2008: Mitglied der American Academy of Arts and Letters
- 2009: Goldener Löwe der Kunstbiennale Venedig für sein Lebenswerk
- 2012: Goslarer Kaiserring

## Ausstellungen (Auswahl)
- 1972: Documenta 5 Kassel in den Abteilungen Individuelle Mythologien: Video und Idee + Idee/Licht.
- 1982: Documenta 7 Kassel.
- 2005: Life’s Balance. (1984–2004), Kunsthaus Graz.
- 2007: Music, Kunstmuseum Bonn.
- 2007: Eden: Adam and Eve (with Ear and Nose) plus Serpent, Portikus, Frankfurt am Main[2]
- 2008: Kavalierstart. 1978–1980. Aufbruch in die Kunst der 80er. Museum Morsbroich, Leverkusen, (Gruppenausstellung).
- 2009: Pure Beauty, Tate Gallery of Modern Art, London.
- 2009: BRICK BLDG, LG WINDOWS W/XLENT VIEWS, PARTIALLY FURNISHED, RENOWNED ARCHITECT (Backsteingebäude, große Fenster mit exzellenter Aussicht, teilweise möbliert, namhafter Architekt), Museum Haus Lange, Krefeld[3]
- 2010: An einem schönen Morgen des Monats Mai…, Gesellschaft für Aktuelle Kunst, Bremen, (Gruppenausstellung).
- 2010/11: Pure Beauty, The Metropolitan Museum of Art, New York.
- 2011: John Baldessari. Your Vision in Lights, Temporary Stedelijk, Amsterdam
- 2011: John Baldessari. Double Vision, Mai 36 Galerie, Zürich
- 2017/18: Eiserner Vorhang. Graduation, museum in progress, Wiener Staatsoper, Wien[4]

## Film
- Jan Schmidt-Garre: This is not that – The artist John Baldessari, Dokumentation, Arthaus Musik GmbH 2009 (2006), ISBN 978-3-939873-37-2.

## Öffentliche Sammlungen
- Migros Museum für Gegenwartskunst
- Museum of Modern Art, 113 Werke (Stand 18. August 2021)
- Video-Forum, Neuer Berliner Kunstverein, Berlin